# Jofré de Boïl
Jofré de Boïl (Valencia, 1350/1360 – Avignone, 7 novembre 1400) è stato un cardinale spagnolo, creato dall'antipapa avignonese Benedetto XIII nel 1397.

## Biografia
Nacque dal padre Pere IV de Boïl y Colom, Barone di Manises, e dalla madre Ursula de Codinats. I Boyl o Boïl furono una nobile famiglia iberica ed ebbero possesso delle Baronie di Manises, Boïl, di Bétera, Xirivella, Massanassa, Massamagrell, Borriol e Putifigari in Sardegna, che allora faceva parte del Regno d'Aragona e Valencia, poi passò al Regno di Spagna.
Jofré fu procuratore del Re d'Aragona e Castiglia alla corte dell'antipapa avignonese Benedetto XIII e referendario dello stesso antipapa. L'antipapa Benedetto XIII, al secolo Pedro de Luna, lo creò anticardinale al concistoro del 22 dicembre 1395.
Morì il 7 novembre 1400 ad Avignone.